# LA Auto Show

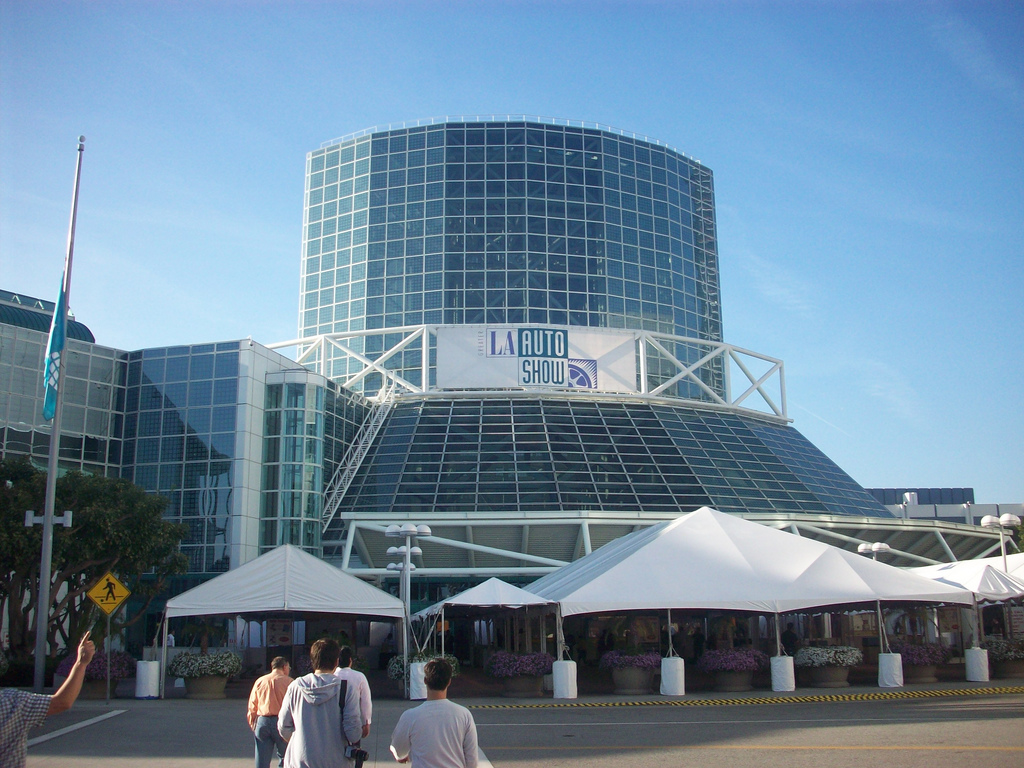
Eingang der LA Auto Show

Die LA Auto Show ist eine Automobilausstellung in Los Angeles, die jährlich in der zweiten Jahreshälfte im Los Angeles Convention Center stattfindet.
Sie konkurriert auf dem US-Markt mit der North American International Auto Show in Detroit der Chicago Auto Show und der New York International Auto Show.